# 農園シーンでの歌
『農園シーンでの歌』（のうえんシーンでのうた）、『ア・プランテーション・アクト』(A Plantation Act) は、アル・ジョルスンが出演した、1926年のアメリカ合衆国の短編映画で、ヴァイタフォンのサウンド＝オン＝ディスク (sound-on-disc) 方式による初期の作品のひとつ。ジョルスンが出演した最初の映画でもある。プランテーション（農園）のセットを背景に、ジョルスンが、顔を黒塗りにして黒人に扮し（ブラックフェイス：blackface）、持ち歌のヒット曲から「April Showers」、「Rock-a-Bye Your Baby with a Dixie Melody」、「When the Red, Red Robin (Comes Bob, Bob, Bobbin' Along)」の3曲を歌う。 この映画は、ジョルスンが実演で行なっていた舞台の出し物と非常によく似ており、最後には、3回のカーテンコールが設けられている。
この作品のフィルムは、1933年以来、失われたものと考えられており、現物が確認できなかったために、最初の音声付きの映画はジョルスンが出演してその後に制作された『ジャズ・シンガー』であったとする誤解が広がることになった。この作品のコピーは、 アメリカ国立公文書記録管理局において、誤って『ジャズ・シンガー』の予告編とラベルが貼られた状態で発見された。一緒に音声を収めたディスクも発見されたが、こちらは5つの破片に割れていた。録音技術者が破片を接着剤でつなぎ、音声を再録音し、デジタル処理に依ってディスクの破損に由来する雑音を除去した。修復されたバージョンは、『ジャズ・シンガー』がDVDでリリースされた際に、ボーナス映像として収録された。